# Municipio de Alligator
El municipio de Alligator (en inglés: Alligator  Township) es un municipio ubicado en el  condado de Tyrrell en el estado estadounidense de Carolina del Norte. En el año 2010 tenía una población de 330 habitantes.

## Geografía
El municipio de Alligator  se encuentra ubicado en las coordenadas 35°52′14.58″N 76°6′32.72″O / 35.8707167, -76.1090889.